# Línea RT1
La línea RT1 fue un servicio ferroviario de cercanías perteneciente al núcleo del Campo de Tarragona que formaba parte de Rodalies de Catalunya y conectaba las estaciones de Reus y Tarragona. Estaba operado por Renfe Operadora y circulaba por las líneas de ferrocarril de ancho ibérico propiedad de Adif. 
 No hay previsto una reanudación del servicio ferroviario en esta línea, siendo posible la creación de un tranvía en la zona.